# Laird Hamilton
Laird Hamilton o Laird John Zerfas (nascut el 3 de febrer de 1964 a San Francisco), és un surfista estatunidenc.

## Biografia
Laird es va criar a la costa nord d'Oahu, Hawaii. De petit va conèixer el surfista Bill Hamilton, que es va casar amb la seva mare i el va introduir a l'esport.
Als setze, Hamilton va deixar el col·legi per començar una carrera professional com a model i el 1983 va obtenir el primer contracte.
Va ser el primer surfista a completar un gir de 360° lligat a la taula. La pel·lícula Groove - Requiem in the key of Ski de Greg Stump (1990) recull l'esdeveniment. Aquest va ser el famós començament, a principis dels 1990 amb The Strapped Crew, un grup de vuit surfistes, entre els quals hi havia el seu company Rush Randle, que intentaven superar les limitacions del surf contemporani. Aconseguien salts de gairebé 10 metres amb taules de windsurf i van començar a experimentar amb les primeres taules de kiteboarding. A finals de 1992, Hamilton i alguns dels seus companys, com Darrick Doerner i Buzzy Kerbox van començar a fer servir barques inflables per remolcar-se i poder agafar onades més grosses.